# Grand Prix Wielkiej Brytanii 2017

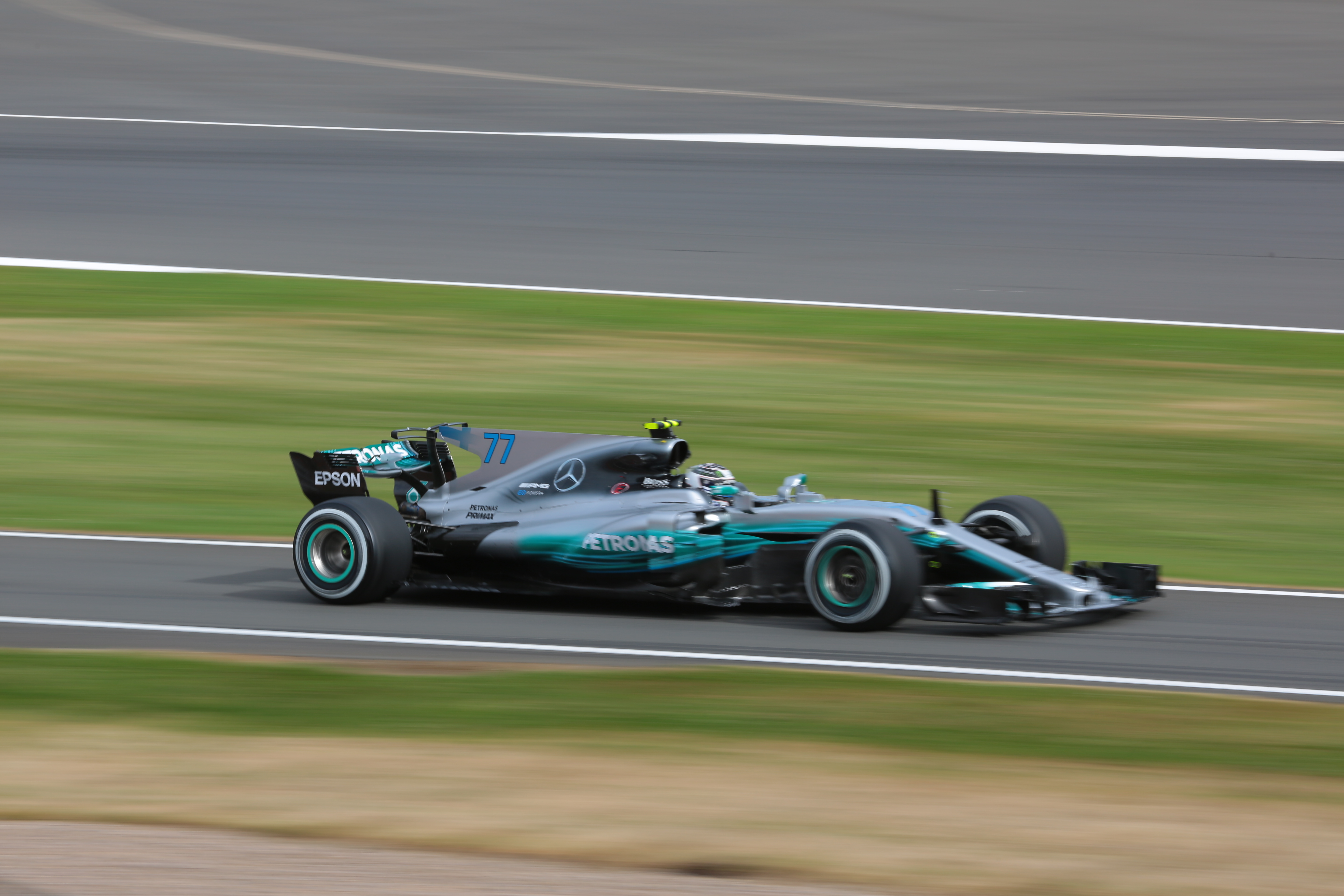
Lewis Hamilton podczas Grand Prix Wielkiej Brytanii 2017

Grand Prix Wielkiej Brytanii 2017 (oficjalnie 2017 Formula 1 Rolex British Grand Prix) – dziesiąta eliminacja Mistrzostw Świata Formuły 1 w sezonie 2017. Grand Prix odbyło się w dniach 14–16 lipca 2017 roku na torze Silverstone Circuit w Silverstone.

## Lista startowa
Źródło: Wyprzedź Mnie!
| Nr | Kierowca           | Zespół                           | Samochód                      | Silnik                | Opony |
| -- | ------------------ | -------------------------------- | ----------------------------- | --------------------- | ----- |
| 2  | Stoffel Vandoorne  | McLaren Honda Formula 1 Team     | McLaren MCL32                 | Honda RA617H 1.6T V6  | P     |
| 3  | Daniel Ricciardo   | Red Bull Racing                  | Red Bull RB13                 | TAG Heuer 1.6T V6     | P     |
| 5  | Sebastian Vettel   | Scuderia Ferrari                 | Ferrari SF70H                 | Ferrari 059/5 1.6T V6 | P     |
| 7  | Kimi Räikkönen     | Scuderia Ferrari                 | Ferrari SF70H                 | Ferrari 062 1.6T V6   | P     |
| 8  | Romain Grosjean    | Haas F1 Team                     | Haas VF-17                    | Ferrari 062 1.6T V6   | P     |
| 9  | Marcus Ericsson    | Sauber F1 Team                   | Sauber C36                    | Ferrari 059/5 1.6T V6 | P     |
| 11 | Sergio Pérez       | Sahara Force India F1 Team       | Force India VJM10             | Mercedes 1.6T V6      | P     |
| 14 | Fernando Alonso    | McLaren Honda Formula 1 Team     | McLaren MCL32                 | Honda RA617H 1.6T V6  | P     |
| 18 | Lance Stroll       | Williams Martini Racing          | Williams FW40                 | Mercedes 1.6T V6      | P     |
| 19 | Felipe Massa       | Williams Martini Racing          | Williams FW40                 | Mercedes 1.6T V6      | P     |
| 20 | Kevin Magnussen    | Haas F1 Team                     | Haas VF-17                    | Ferrari 059/5 1.6T V6 | P     |
| 26 | Daniił Kwiat       | Scuderia Toro Rosso              | Toro Rosso STR12              | Renault 1.6T V6       | P     |
| 27 | Nico Hülkenberg    | Renault Sport Formula One Team   | Renault R.S.17                | Renault 1.6T V6       | P     |
| 30 | Jolyon Palmer      | Renault Sport Formula One Team   | Renault R.S.17                | Renault 1.6T V6       | P     |
| 31 | Esteban Ocon       | Sahara Force India F1 Team       | Force India VJM10             | Mercedes 1.6T V6      | P     |
| 33 | Max Verstappen     | Red Bull Racing                  | Red Bull RB13                 | TAG Heuer 1.6T V6     | P     |
| 44 | Lewis Hamilton     | Mercedes AMG Petronas Motorsport | Mercedes AMG F1 W08 EQ Power+ | Mercedes 1.6T V6      | P     |
| 50 | Antonio Giovinazzi | Haas F1 Team                     | Haas VF-17                    | Ferrari 059/5 1.6T V6 | P     |
| 55 | Carlos Sainz Jr.   | Scuderia Toro Rosso              | Toro Rosso STR12              | Renault 1.6T V6       | P     |
| 77 | Valtteri Bottas    | Mercedes AMG Petronas Motorsport | Mercedes AMG F1 W08 EQ Power+ | Mercedes 1.6T V6      | P     |
| 94 | Pascal Wehrlein    | Sauber F1 Team                   | Sauber C36                    | Ferrari 059/5 1.6T V6 | P     |
| Nr | Kierowca           | Zespół                           | Samochód                      | Silnik                | Opony |

## Wyniki

### Sesje treningowe

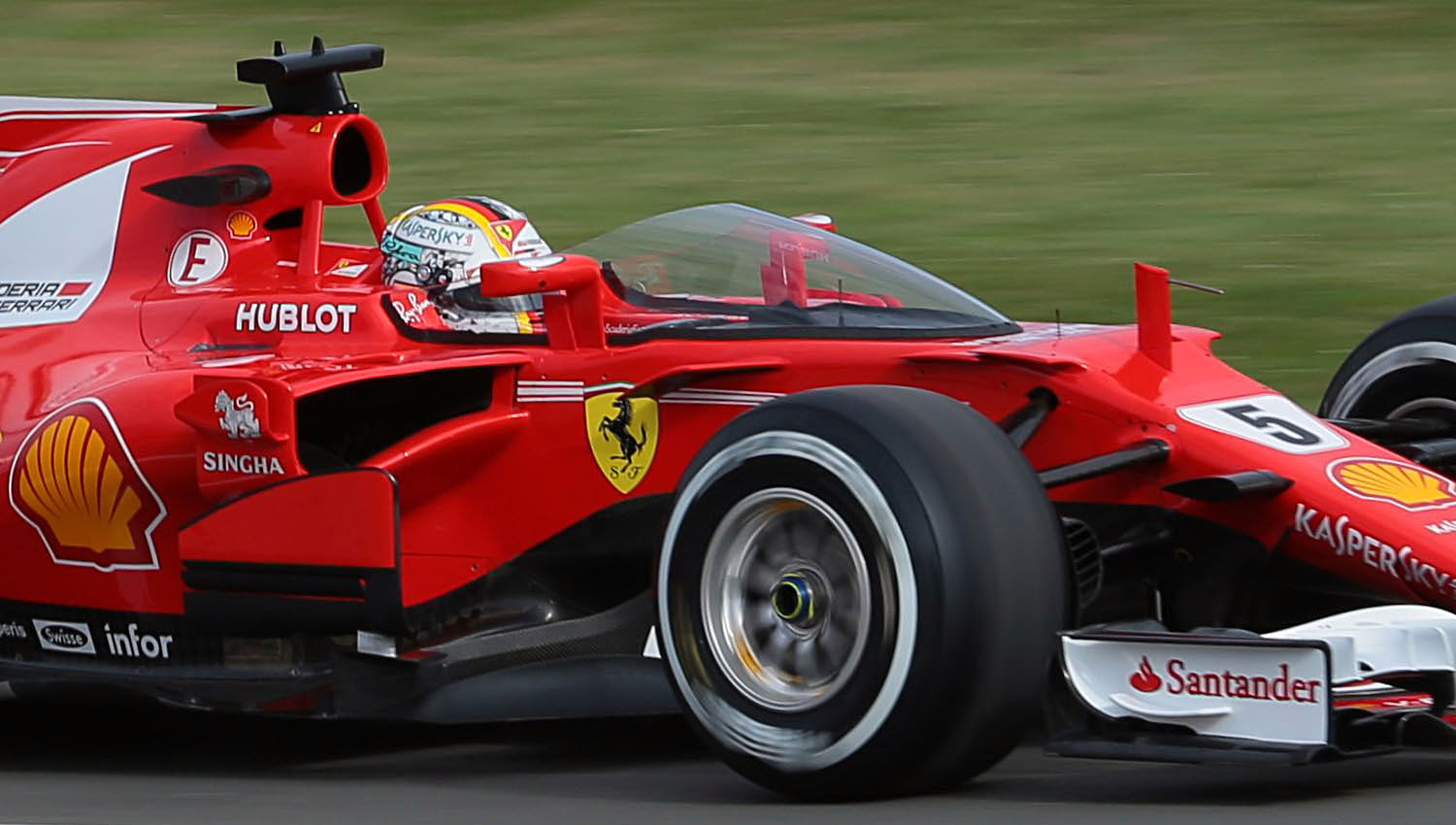
Sebastian Vettel testujący system Shield podczas jednej z sesji treningowych

Źródło: Wyprzedź Mnie!
| Sesja | Nr | Kierowca        | Konstruktor | Czas     | Okr. |
| ----- | -- | --------------- | ----------- | -------- | ---- |
| 1     | 77 | Valtteri Bottas | Mercedes    | 1:29,106 | 29   |
| 2     | 77 | Valtteri Bottas | Mercedes    | 1:28,801 | 30   |
| 3     | 44 | Lewis Hamilton  | Mercedes    | 1:28,063 | 18   |

### Kwalifikacje
Źródło: Wyprzedź Mnie!
| Poz. | Nr | Kierowca          | Konstruktor          | Q1       | Q2       | Q3       | Poz. s. |
| --- | --- | ----------------- | -------------------- | -------- | -------- | -------- | ------- |
| 1 | 44 | Lewis Hamilton    | Mercedes             | 1:39,069 | 1:27,893 | 1:26,600 | 1       |
| 2 | 7 | Kimi Räikkönen    | Ferrari              | 1:40,455 | 1:28,992 | 1:27,147 | 2       |
| 3 | 5 | Sebastian Vettel  | Ferrari              | 1:39,962 | 1:28,978 | 1:27,356 | 3       |
| 4 | 77 | Valtteri Bottas   | Mercedes             | 1:39,698 | 1:28,732 | 1:27,376 | 9       |
| 5 | 33 | Max Verstappen    | Red Bull–TAG Heuer   | 1:38,912 | 1:29,431 | 1:28,130 | 4       |
| 6 | 27 | Nico Hülkenberg   | Renault              | 1:39,201 | 1:29,340 | 1:28,856 | 5       |
| 7 | 11 | Sergio Pérez      | Force India–Mercedes | 1:42,009 | 1:29,824 | 1:28,902 | 6       |
| 8 | 31 | Esteban Ocon      | Force India–Mercedes | 1:39,738 | 1:29,701 | 1:29,074 | 7       |
| 9 | 2 | Stoffel Vandoorne | McLaren–Honda        | 1:40,011 | 1:30,105 | 1:29,418 | 8       |
| 10 | 8 | Romain Grosjean   | Haas–Ferrari         | 1:42,042 | 1:29,966 | 1:29,549 | 10      |
| 11 | 30 | Jolyon Palmer     | Renault              | 1:41,404 | 1:30,193 | –        | 11      |
| 12 | 26 | Daniił Kwiat      | Toro Rosso           | 1:41,726 | 1:30,355 | –        | 12      |
| 13 | 22 | Fernando Alonso   | McLaren–Honda        | 1:37,598 | 1:30,600 | –        | 20      |
| 14 | 55 | Carlos Sainz Jr.  | Toro Rosso           | 1:41,114 | 1:31,368 | –        | 13      |
| 15 | 19 | Felipe Massa      | Williams–Mercedes    | 1:41,874 | 1:31,482 | –        | 14      |
| 16 | 18 | Lance Stroll      | Williams–Mercedes    | 1:42,573 | –        | –        | 15      |
| 17 | 20 | Kevin Magnussen   | Haas–Ferrari         | 1:42,577 | –        | –        | 16      |
| 18 | 94 | Pascal Wehrlein   | Sauber–Ferrari       | 1:42,593 | –        | –        | 17      |
| 19 | 9 | Marcus Ericsson   | Sauber–Ferrari       | 1:42,633 | –        | –        | 18      |
| 20 | 3 | Daniel Ricciardo  | Red Bull–TAG Heuer   | 1:42,966 | –        | –        | 19      |
| 107% najlepszego czasu Q1: 1:44,430 | |                   |                      |          |          |          |         |
| Poz. | Nr | Kierowca          | Konstruktor          | Q1       | Q2       | Q3       | Poz. s. |
| \| Legenda \| Legenda \| \| ------------------------ \| ---------------------------------------------------------------------------------------------------------------------------------------------------------------------------------------------------------------------------------------------------------------- \| \| Poz. Nr Q1 Q2 Q3 Poz. s. \| Pozycja zajęta w sesji kwalifikacyjnej Numer startowy kierowcy Wynik uzyskany w pierwszej części kwalifikacji Wynik uzyskany w drugiej części kwalifikacji Wynik uzyskany w trzeciej części kwalifikacji Pozycja startowa po uwzględnięniu kar, przesunięć, itp. \| | |                   |                      |          |          |          |         |
| Legenda | |                   |                      |          |          |          |         |
| Poz. Nr Q1 Q2 Q3 Poz. s. | Pozycja zajęta w sesji kwalifikacyjnej Numer startowy kierowcy Wynik uzyskany w pierwszej części kwalifikacji Wynik uzyskany w drugiej części kwalifikacji Wynik uzyskany w trzeciej części kwalifikacji Pozycja startowa po uwzględnięniu kar, przesunięć, itp. |                   |                      |          |          |          |         |

### Wyścig
Źródło: Wyprzedź Mnie!
| P                                                     | + / –     | Nr | Kierowca          | Konstruktor          | Okr. | Czas / Strata | Komentarz         |
| ----------------------------------------------------- | --------- | -- | ----------------- | -------------------- | ---- | ------------- | ----------------- |
| 1                                                     | Bez zmian | 44 | Lewis Hamilton    | Mercedes             | 51   | 1:21:27,430   |                   |
| 2                                                     | 7         | 77 | Valtteri Bottas   | Mercedes             | 51   | +0:14,063     |                   |
| 3                                                     | 1         | 7  | Kimi Räikkönen    | Ferrari              | 51   | +0:36,570     |                   |
| 4                                                     | Bez zmian | 33 | Max Verstappen    | Red Bull–TAG Heuer   | 51   | +0:52,125     |                   |
| 5                                                     | 14        | 3  | Daniel Ricciardo  | Red Bull–TAG Heuer   | 51   | +1:05,955     |                   |
| 6                                                     | 1         | 27 | Nico Hülkenberg   | Renault              | 51   | +1:08,109     |                   |
| 7                                                     | 4         | 5  | Sebastian Vettel  | Ferrari              | 51   | +1:33,989     |                   |
| 8                                                     | 1         | 31 | Esteban Ocon      | Force India–Mercedes | 50   | +1 okr.       |                   |
| 9                                                     | 3         | 11 | Sergio Pérez      | Force India–Mercedes | 50   | +1 okr.       |                   |
| 10                                                    | 4         | 19 | Felipe Massa      | Williams–Mercedes    | 50   | +1 okr.       |                   |
| 11                                                    | 3         | 2  | Stoffel Vandoorne | McLaren–Honda        | 50   | +1 okr.       |                   |
| 12                                                    | 4         | 20 | Kevin Magnussen   | Haas–Ferrari         | 50   | +1 okr.       |                   |
| 13                                                    | 3         | 8  | Romain Grosjean   | Haas–Ferrari         | 50   | +1 okr.       |                   |
| 14                                                    | 4         | 9  | Marcus Ericsson   | Sauber               | 50   | +1 okr.       |                   |
| 15                                                    | 3         | 26 | Daniił Kwiat      | Toro Rosso           | 50   | +1 okr.       |                   |
| 16                                                    | 1         | 18 | Lance Stroll      | Williams–Mercedes    | 50   | +1 okr.       |                   |
| 17                                                    | Bez zmian | 94 | Pascal Wehrlein   | Sauber               | 50   | +1 okr.       |                   |
| Niesklasyfikowani                                     |           |    |                   |                      |      |               |                   |
|                                                       |           | 14 | Fernando Alonso   | McLaren–Honda        | 32   | +19 okr.      | pompa paliwa      |
|                                                       |           | 55 | Carlos Sainz Jr.  | Toro Rosso           | 0    | +51 okr.      | kolizja z Kwiatem |
| Nie wystartowali / niedopuszczeni do ponownego startu |           |    |                   |                      |      |               |                   |
|                                                       |           | 30 | Jolyon Palmer     | Renault              | 0    |               |                   |
| P                                                     | + / –     | Nr | Kierowca          | Konstruktor          | Okr. | Czas / Strata | Komentarz         |

### Najszybsze okrążenie
Źródło: Wyprzedź Mnie!
| Nr | Kierowca       | Konstruktor | Czas     | Okr. |
| -- | -------------- | ----------- | -------- | ---- |
| 44 | Lewis Hamilton | Mercedes    | 1:30,621 | 48   |

## Prowadzenie w wyścigu
Źródło: Racing–Reference.info
| Nr                              | Kierowca       | Okrążenia | Suma |
| ------------------------------- | -------------- | --------- | ---- |
| 44                              | Lewis Hamilton | 1-51      | 51   |
| \| Wykres \| \| ------ \| \| \| |                |           |      |
| Wykres                          |                |           |      |
|                                 |                |           |      |

## Klasyfikacja po zakończeniu wyścigu

### Kierowcy
| P                 | +/− | Kierowca           | Starty | Punkty | P1 | P2 | P3 | PP | NO | NS |
| ----------------- | --- | ------------------ | ------ | ------ | -- | -- | -- | -- | -- | -- |
| 1                 | 0   | Sebastian Vettel   | 10     | 177    | 3  | 4  | –  | 1  | 1  | –  |
| 2                 | 0   | Lewis Hamilton     | 10     | 176    | 4  | 2  | –  | 6  | 6  | –  |
| 3                 | 0   | Valtteri Bottas    | 10     | 154    | 2  | 3  | 2  | 2  | –  | 1  |
| 4                 | 0   | Daniel Ricciardo   | 10     | 117    | 1  | –  | 4  | –  | –  | 2  |
| 5                 | 0   | Kimi Räikkönen     | 10     | 98     | –  | 1  | 2  | 1  | 2  | 1  |
| 6                 | +1  | Max Verstappen     | 10     | 57     | –  | –  | 1  | –  | –  | 5  |
| 7                 | −1  | Sergio Pérez       | 10     | 52     | –  | –  | –  | –  | 1  | 1  |
| 8                 | 0   | Esteban Ocon       | 10     | 43     | –  | –  | –  | –  | –  | –  |
| 9                 | 0   | Carlos Sainz Jr.   | 10     | 29     | –  | –  | –  | –  | –  | 4  |
| 10                | +2  | Nico Hülkenberg    | 10     | 26     | –  | –  | –  | –  | –  | 2  |
| 11                | −1  | Felipe Massa       | 10     | 23     | –  | –  | –  | –  | –  | 2  |
| 12                | −1  | Lance Stroll       | 10     | 18     | –  | –  | 1  | –  | –  | 3  |
| 13                | 0   | Romain Grosjean    | 10     | 18     | –  | –  | –  | –  | –  | 2  |
| 14                | 0   | Kevin Magnussen    | 10     | 11     | –  | –  | –  | –  | –  | 3  |
| 15                | 0   | Pascal Wehrlein    | 8      | 5      | –  | –  | –  | –  | –  | 1  |
| 16                | 0   | Daniił Kwiat       | 10     | 4      | –  | –  | –  | –  | –  | 3  |
| 17                | 0   | Fernando Alonso    | 8      | 2      | –  | –  | –  | –  | –  | 4  |
| 18                | 0   | Jolyon Palmer      | 9      | 0      | –  | –  | –  | –  | –  | 3  |
| 19                | 0   | Marcus Ericsson    | 10     | 0      | –  | –  | –  | –  | –  | 3  |
| 20                | 0   | Stoffel Vandoorne  | 9      | 0      | –  | –  | –  | –  | –  | 3  |
| 21                | 0   | Antonio Giovinazzi | 2      | 0      | –  | –  | –  | –  | –  | 1  |
| Niesklasyfikowani |     |                    |        |        |    |    |    |    |    |    |
|                   |     | Jenson Button      | 1      | –      | –  | –  | –  | –  | –  | 1  |
| P                 | +/− | Kierowca           | Starty | Punkty | P1 | P2 | P3 | PP | NO | NS |

### Konstruktorzy
| P  | +/− | Konstruktor               | Starty | Punkty | P1 | P2 | P3 | PP | NO | NS |
| -- | --- | ------------------------- | ------ | ------ | -- | -- | -- | -- | -- | -- |
| 1  | 0   | Mercedes                  | 20     | 330    | 6  | 5  | 2  | 8  | 6  | 1  |
| 2  | 0   | Ferrari                   | 20     | 275    | 3  | 5  | 2  | 2  | 3  | 1  |
| 3  | 0   | Red Bull Racing TAG Heuer | 20     | 174    | 1  | –  | 5  | –  | –  | 7  |
| 4  | 0   | Force India Mercedes      | 20     | 95     | –  | –  | –  | –  | 1  | 1  |
| 5  | 0   | Williams Mercedes         | 20     | 41     | –  | –  | 1  | –  | –  | 5  |
| 6  | 0   | Toro Rosso                | 20     | 33     | –  | –  | –  | –  | –  | 7  |
| 7  | 0   | Haas Ferrari              | 20     | 29     | –  | –  | –  | –  | –  | 5  |
| 8  | 0   | Renault                   | 19     | 26     | –  | –  | –  | –  | –  | 5  |
| 9  | 0   | Sauber                    | 20     | 5      | –  | –  | –  | –  | –  | 5  |
| 10 | 0   | McLaren Honda             | 18     | 2      | –  | –  | –  | –  | –  | 8  |
| P  | +/− | Kierowca                  | Starty | Punkty | P1 | P2 | P3 | PP | NO | NS |